# Maria Himmelfahrt (Koblenz)

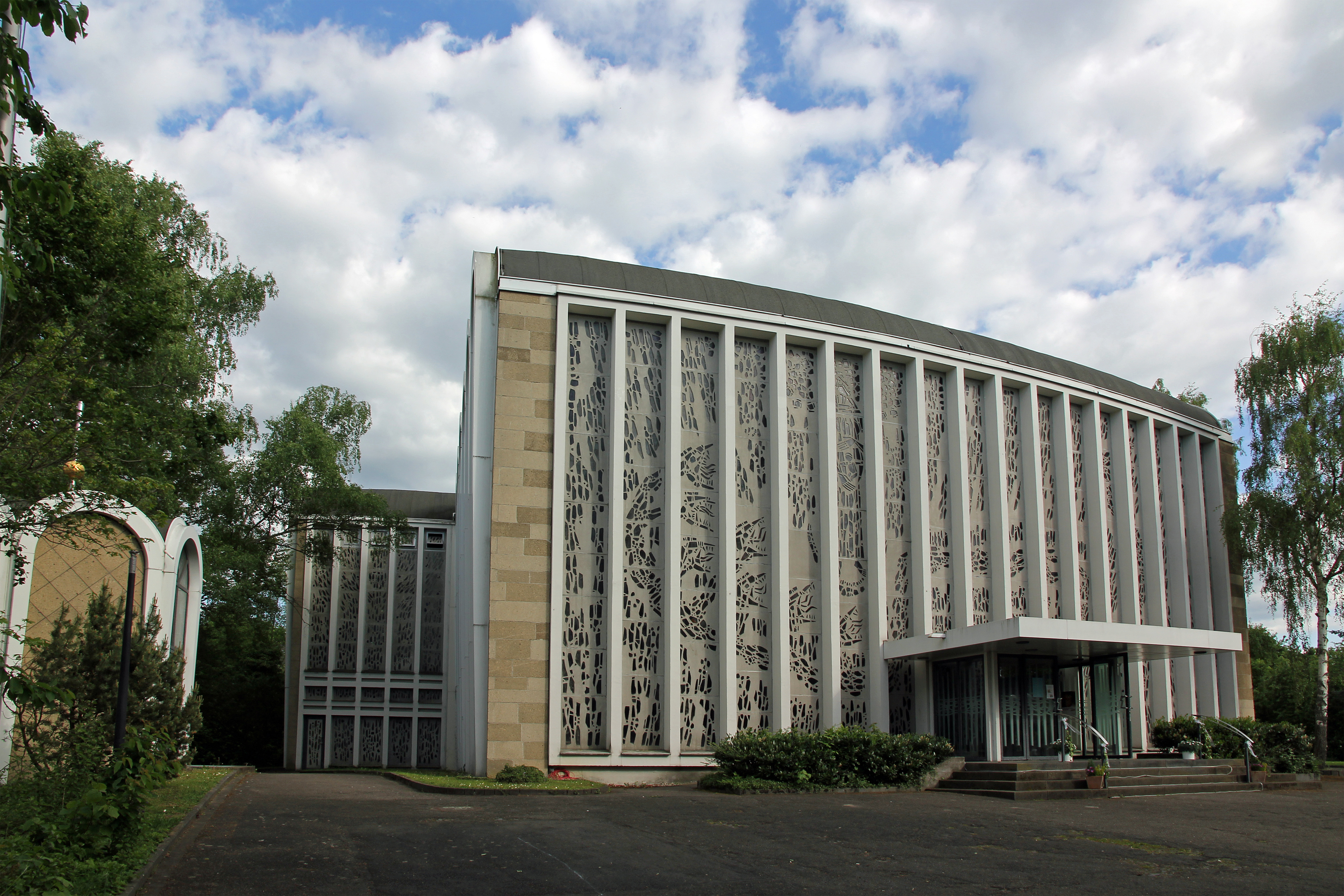
Die Pfarrkirche Maria Himmelfahrt in Koblenz-Asterstein

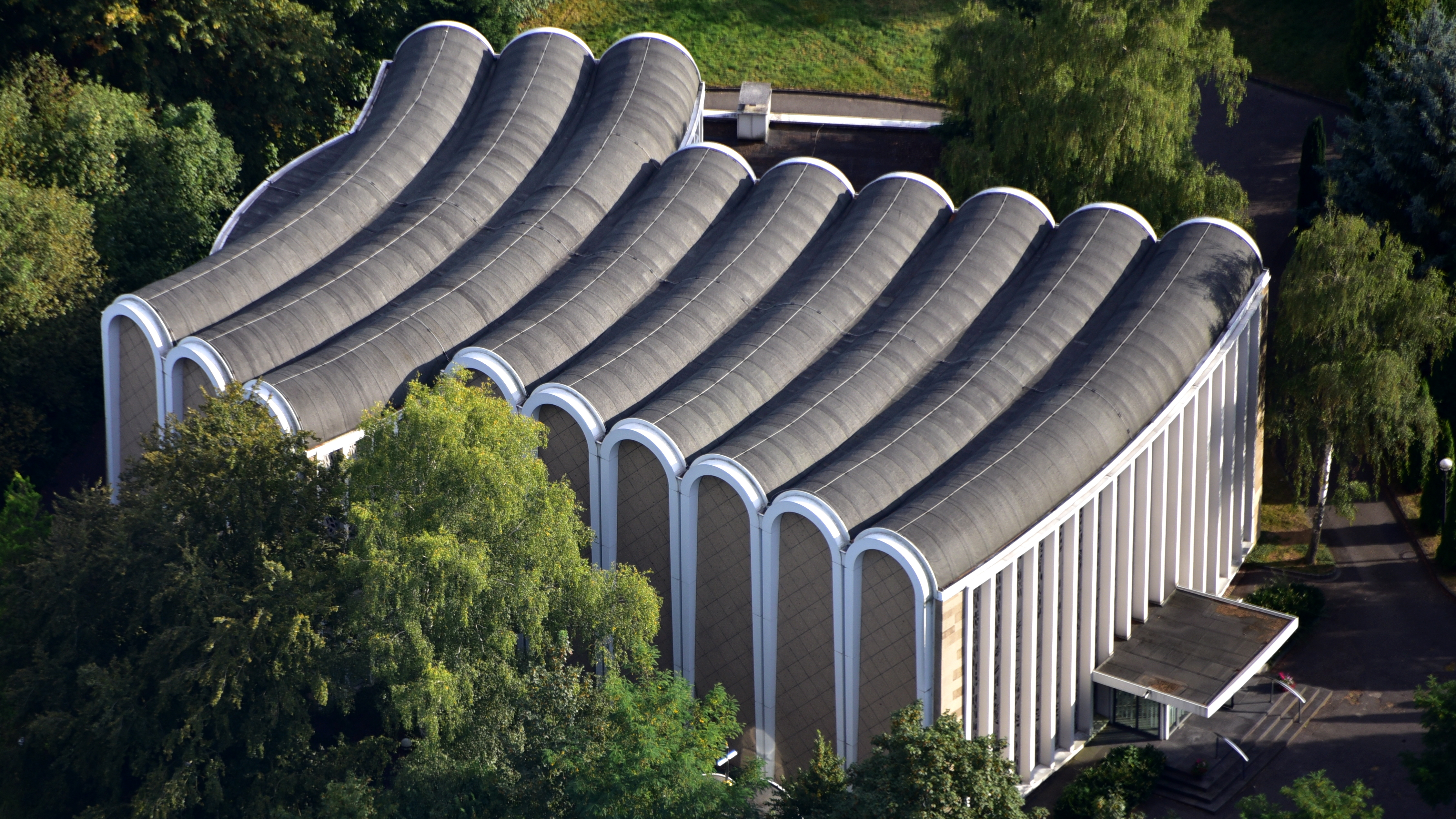
Luftaufnahme (2016)

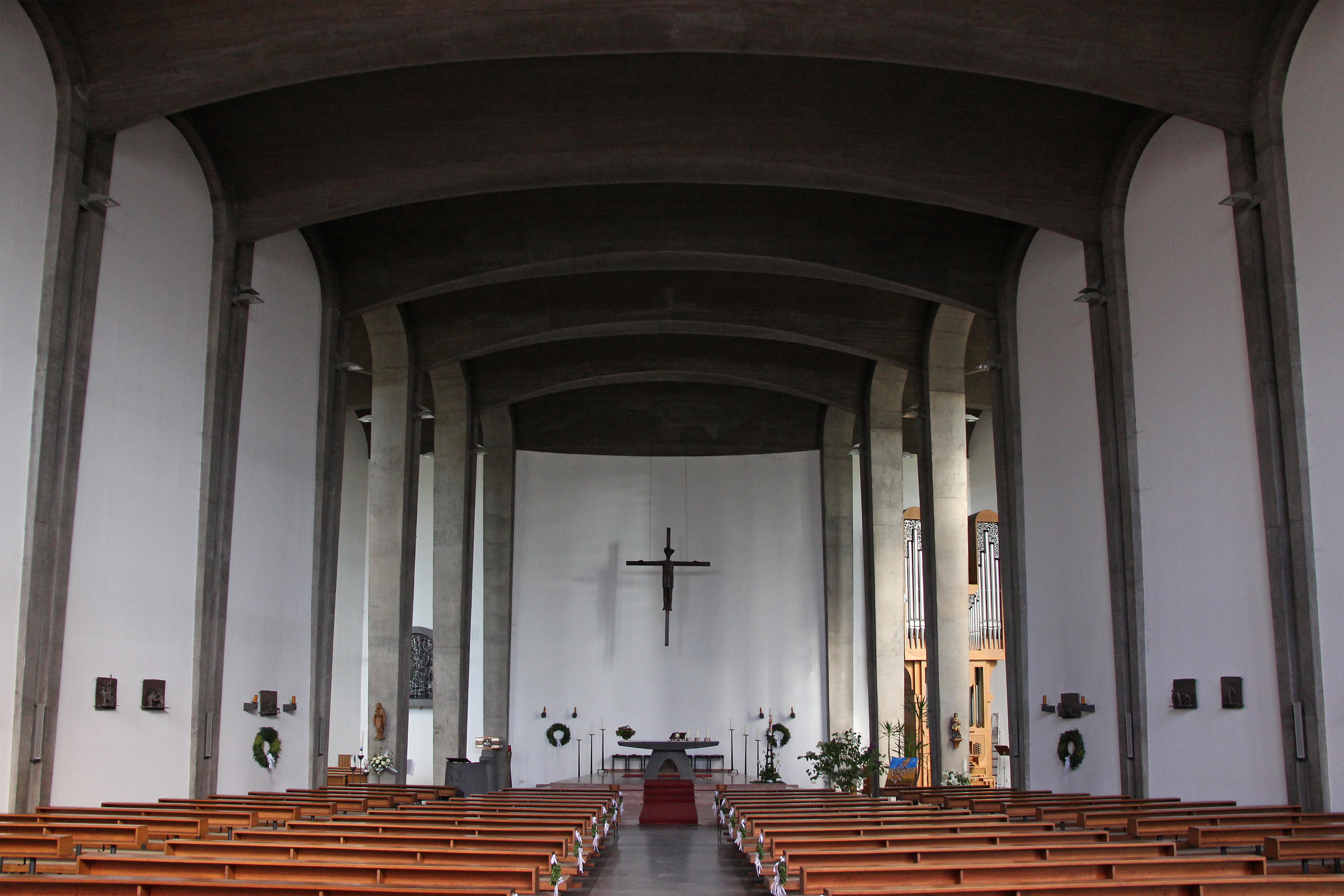
Innenraum

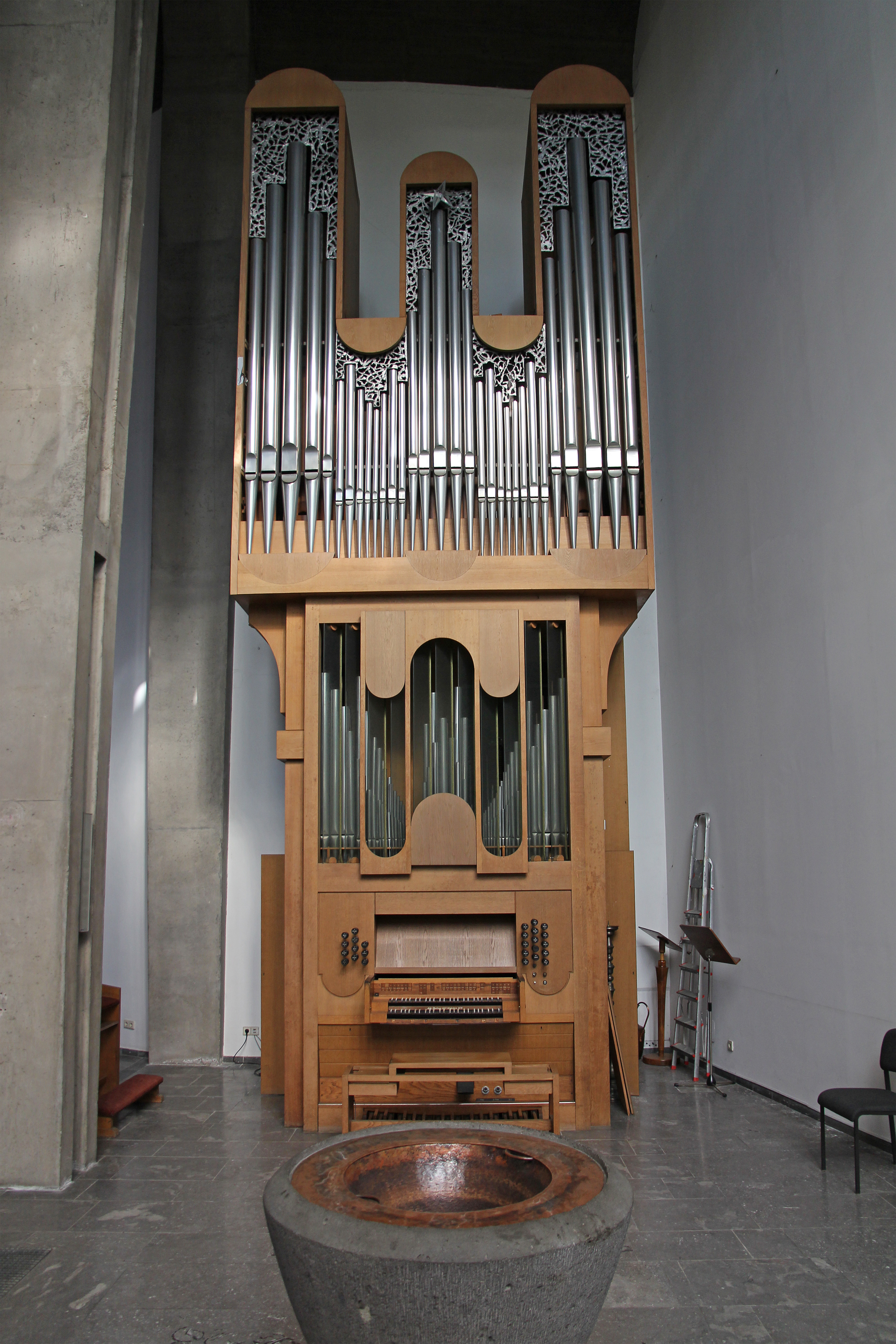
Die Orgel im südlichen Querarm

Die Pfarrkirche Maria Himmelfahrt ist eine katholische Kirche in Koblenz. Die Pfarrkirche wurde 1959 im erst später gegründeten Stadtteil Asterstein auf dem Grundriss des Heiligen Rocks erbaut. Sie trägt das Patrozinium nach dem Hochfest Mariä Aufnahme in den Himmel.

## Geschichte
Die Pfarrkirche Maria Himmelfahrt wurde 1959 nach Plänen des Architekten Max Christens (1925–2009) aus Vallendar in einem seit den 1930er Jahren wachsenden Siedlungsgebiet errichtet. Nach dem Zweiten Weltkrieg war die Zahl der Bewohner besonders stark gestiegen, so dass eine in der Goeben-Kaserne eingerichtete Notkirche für die 1955 gegründete Pfarrgemeinde bald zu klein wurde. Daher schrieb man einen Architektenwettbewerb aus, den Christens mit seinem Entwurf gewann. Die letzte Außensanierung der Kirche fand 1991–1992 statt.

## Bau und Ausstattung
Die Pfarrkirche ist ein geosteter Stahlbetonbau in Schalenbauweise. Das Besondere der Kirche ist die Ausführung des Baus auf dem Grundriss des Heiligen Rocks, einer Reliquie im Trierer Dom, der im Jahr des Kirchenbaus öffentlich im Rahmen einer Wallfahrt gezeigt wurde (was nur im Abstand von Jahrzehnten geschieht). Zugleich verweist er auf das Marienpatrozinium, da mittelalterlichen Legenden berichten, Maria habe das Gewand ihres Sohnes selbst angefertigt.
Das Hauptschiff ist trapezförmig mit Querarmen zu Seiten des Altarraums und besteht aus neun rundbogig geschlossenen Stahlbindern, die das Dach aus stehenden Betonhalbtonnen tragen. Der Altar steht auf einem vier Stufen hohen Podest, am Ende des nach Osten hin abfallenden Fußbodens. In den seitlichen Armen befanden sich ursprünglich Emporen die aber später wieder entfernt wurden.
Die Fassade und die westlichen Seiten der Querarme bestehen aus hohen schmalen Betonlamellenrahmen. Diese wurden 1969 mit stark farbigen Betonglasfenstern ausgefüllt, die Walter Bettendorf aus Trier schuf. Das Thema der Eingangsfront stellt dabei Maria als apokalyptische Frau mit Kind im Schoß dar, das ihr ein siebenköpfiger Drache zu entreißen sucht, die Fenster der beiden Seitenarme sind rein ornamental gestaltet. Das Hängekreuz über dem Altar und der Kreuzweg stammen von dem Koblenzer Bildhauer Josef Welling.
Die Taufkapelle auf sechseckigem Grundriss an der Nordwestseite steht heute frei, war aber ursprünglich durch einen Zwischentrakt mit der Kirche verbunden.
Die Orgel mit 22 Registern wurde 1975 von der Firma Oberlinger aus Windesheim erbaut. In den Jahren 2014–2015 wurde das stark geschädigte Instrument von der Orgelbauwerkstatt Oliver Frensch aus Koblenz umfangreich saniert.

## Pfarreiengemeinschaft
Maria Himmelfahrt ist Teil der im Oktober 2005 gegründeten „Pfarreiengemeinschaft Koblenz Rechte Rheinseite“, zu der auch St. Aldegundis in Arzheim, St. Nikolaus in Arenberg, St. Peter und Paul in Pfaffendorf, die Heilig-Kreuz-Kirche in Ehrenbreitstein, St. Maximin in Horchheim, St. Pankratius in Niederberg und St. Martin auf der Pfaffendorfer Höhe gehören.

## Denkmalschutz
Die Pfarrkirche Maria Himmelfahrt ist seit 2013 ein geschütztes Kulturdenkmal nach dem Denkmalschutzgesetz (DSchG) und in der Denkmalliste des Landes Rheinland-Pfalz eingetragen. Sie liegt in Koblenz-Asterstein in der Lehrhohl.
Seit 2002 ist die Pfarrkirche Maria Himmelfahrt Teil des UNESCO-Welterbes Oberes Mittelrheintal.